# Манастир Светог Саве у Илајну
Манастир Светог Саве се налази у месту Илајн недалеко од Мелбурна у Аустралији. Манастир припада Митрополији аустралијско-новозеландској.

## Историја
Манастир Светог Саве је основан 1972. године на фарми од око 80 хектара. По благослову Епископа далматинског Стефана Боце, ово имање је купљено за манастир и седиште Епископа аустралијско-новозеландских Српске православне цркве. Живот манастира почиње освећењем имања, на Бадње вече, 6. јануара 1973. године. Тада је епископ Стефан, уз саслужење јереја Саве Цупаћа и Милуна Костића, као и архиђакона Викентија (Вујовића), у присуству око три стотине окупљених Срба, осветио новокупљено имање у Илајну.
У то време епископ Стефан је, на предлог надлежног епископа Лаврентија Трифуновића, а по одлуци Светог архијерејског сабора Српске православне цркве, боравио у Аустралији ради испитивања могућности одвајања Аустралијско-новозеландске од Западноевропске епархије. Као изасланик Светог архијерејског синода, епископ Стефан је донео одлуку о оснивању манастира Св. Саве у Илајну и актом од 8. јануара 1973. године основао манастирску парохију за ово подручје, известивши о томе Свети архијерејски синод својим актом Е. бр. 5/73 од 16. јануара 1973.
На заседању Епархијског савета у Аделејду 12. и 13. јануар 1973. године, епископ Стефан је такође, известио о куповини и освећењу земљишта од 189 акара са кућом, у месту Илајн, око 150 км од Мелбурна, као и о његовом преносу у власништво манастира Светог Саве. Оснивањем манастира, у којем је предвиђено будуће седиште епископа, створен је важан предуслов за формирање Епархије Српске цркве за Аустралију и Нови Зеланд.
Због тога је Савет донео одлуку: „Умолити надлежне црквене власти за одобрење и одлуку о оснивању српског православног манстира Светог Саве у Илејну, који ће бити седиште будућих Епископа аустралијско-новозеландских, уколико Свети архијерејски сабор изађе нашој молби у сусрет и овај део подручја Српске православне цркве уздигне на степен посебне епархије. Најзаслужније људе за почетак овог дела: Уроша Петровића, браћу Мира и Душана Поповића из Мелбурна, као и Драгана Тошића из Сиднеја, епископ је прогласио за велике добротворе и осниваче манастира.
Манастир Св. Саве, Илајн, до успостављања одговарајућих уредби о управљању манастирима СПЦ, основано је Привремено поверенство у које су ушли: Урош Петровић, Миро Поповић, Душан Поповић, јереј Милун Костић, сви из Мелбурна, архимандрит Викентије (Вујовић) и Драган Тошић, из Сиднеја. Под руководством Епархијског управног одбора, поменуто Поверенство је водило благајну, књиговодство и остале послове у вези са епархијском имовином, т.ј. манастирским имањем.
За прво братство манастира епископ Стефан је одредио архимандрита Викентија (Вујовића) и двојицу искушеника: Николу Сечанског и Мирослава Вујовића из Сиднеја. У почетним и тешким данима овог манастира архимандрит Викентије је неуморно радио на свим пословима, а и до данас је незаменљива духовна и морална снага ове обитељи, због чега је 1991. године, одликован Орденом Светог Саве првог реда од Светог архијерејског синода Српске православне цркве.
По освећењу земљишта, започета је изградња повеће цркве од лима и гипсаних плоча, као привременог богослужбеног места. Она се данас налази западно од монашких келија и епископске резиденције. Било је потребно да ова привремена црква буде што пространија, како би прихватила велики број верних који су се почели окупљати на дан манастирске славе, Св. Саве (27. јануар), као и на веће празнике. Одговорност за овај посао су на себе примили чланови манастирског одбора: Урош Петровић, браћа Миро и Душан Поповић, Раде Плавшић, Војин Беадер, Марко Грмуша, Вељко Тадић, Крсто Рачуница, Радисав Домазет, сви из Мелбурна. Верни Срби из околних места Ђилонга, Мелбурна и Баларата су такође пружили велику помоћ. Брзо се радило на подизању манастирског храма, тако да је црква била завршена до децембра 1973. године.
У међувремену, на мајском заседању 1973. године, Свети архијерејски сабор СПЦ је основао посебну Митрополију аустралијско-новозеландску са седиштем у манастиру Светог Саве у Илајну. За њеног епископа је изабран Николај Мрђа, који је у Аустралију стигао 12. децембра 1973. године. Његово устоличење је обавио Епископ западноевропски Лаврентије Трифуновић, у поменутој новој цркви манастира Св. Саве, 30. децембра 1973. године.
Свечаном чину је присуствовало око 1500 Срба, представници федералне владе и опозиције, као и представници других вероисповести. Кућа на манастирском имању постала је стална резиденција епископа Николаја.
Са епископом на челу, ова света обитељ је снажно заживела и убрзо постала духовни и административни центар новоосноване Епархије. Јерођакон Бенедикт (Ананић) од 1974. године дошао из отаџбине за сабрата овог манастира, где је убрзо рукоположен за јеромонаха и постављен за намесника манастира.
Током следећих неколико година у манастиру је владала интензивна градња. На улазу у имање озидана је главна капија, финансирана средствима од продаје украсних дугмади које су поклонили Војислав и Јелена Милетић из Канбере. Поред постојеће куће, изграђен је манастирски конак са трпезаријом за око 100 људи, кухињом и шест монашких келија. Конак је подигнут трудом и залагањем Уроша Петровића, утемељивача овог манастира. Велибор и Лидија Белић су, за покој душе својих родитеља, приложили копију хиландарске иконе Богородице Тројеручице, коју су осликали светогорски монаси Пахомеји. Икона је освећена 24. октобра 1977. године и постављена у трон на северној страни испред олтара цркве Св. Саве.
Као расофорни монах, марта 1979. године, у манастир Св. Саве долази отац Теодор (Бојовић), који је рукоположен у чин јерођакона, у храму св. Саве у Илајну 1985. године, од стране епископа Василија Вадића а потом у чин јеромонаха од стране епископа Амфилохија у храму Св. архиђакона Стефана у Кисбороу, Мелбурн. Отац Теодор је такође, веома заслужан за живот и развој овог манастира, поставши касније његов игуман.
Уз присуству неколико хиљада Срба, темеље новог манастирског храма је осветио епископ Николај Мрђа 12. децембра 1977. године, положивши у њих пергаментну повељу и писмо патријарха Германа Ђорића. Истога дана, положена је повеља и освећени темељи за дом намењен старим и усамљеним Србима. Следећих неколико година, велики добротвори Војислав и Јелена Милетић, подигли су задужбину, храм посвећен својој Крсној слави, Св. Алипију Столпнику.
Планове за храм је израдио архитекта Богосав – Руди Радовановић из Мелбурна. При улазу у храм постављен је натпис: „Манастир Св. Саве, храм Св. Алипија Столпника, задужбина Војислава и Јелене Милетић; пројекат арх. Богосав Радовановић. Иконостас је израдио и поклонио Миливоје Петровић Принц. Звона су поклонили Михајло и Душанка Јовановић.“ Иконе за иконостас су осликале монахиње Манастира Жиче. Манастир Св. Саве у Илајну је убрзо постао духовно светилиште и централно збориште за наше вернике на овом подручју.
Стотињак метара источно од храма, велики добротвори Војислав и Јелена Милетић су, уз помоћ осталих Срба, приложника и добровољних радника, изградили и Насеље српских пензионера „Јелена Калабић Ђорић Милетић“, посвећено српској жени, које је осветио епископ Василије Вадић, 11. новембра 1979. године. Насеље је подигнуто на манастирском имању и састоји се од осам станова, од којих сваки има дневну и једну спаваћу собу, кухињу и купатило.
У средини насеља налази се и велика просторија у којој је смештен музеј са експонатима везаним за догађаје из Другог светског рата. У насељу је последње године свога живота и рада, између осталих, провео и др. Урош Станковић, уредник Српске мисли. Станови у насељу су касније, служили за смештај манастирских гостију и посетилаца, као и за смештај младих приликом годишњих семинара српске православне омладине из целе Аустралије.
Свечаност освећења новог храма је почела 12. марта 1983. године, бденијем које је служио Епископ далматински Николај Мрђа уз саслужење пет свештеника и једног јерођакона, у присуству великог броја верних који су се окупили, како из Мелбурна и околине, тако и из целе Аустралије. Бденију су присуствовали и Епископ жички Стефан Боца, западноевропски Лаврентије Трифуновић и аустралијско-новозеландски Василије.
Троносање новог храма је обављено сутрадан, 13. марта 1983. године, на Светој архијерејској литургији уз одговарање црквеног хора из Мелбурна, у присуству неколико хиљада Срба, гостију и званица, међу којима су били гости из других хришћанских цркава на челу са пријатељем овог манастира, епископом Англиканске цркве у Баларату Џоном Хејзелвудом и представницима државних власти, на челу са чланом Парламента Хајден Шелом.
Тако је манастир последњих деценија израстао у читав комплекс зграда, са два храма, дивном капијом, конацима, кућама и другим пропратним зградама. Северно од манастирског комплекса основано је и Српско православно гробље, које је освећено на дан Св. три Јерарха, 12. фебруара  1978. године.